# Aumucculle
Aumucculle, jednno od tri poznata sela Chiaha Indijanaca, koje se prema Hawkinsu (1848), nalazilo na istoimenom pritoku rijeke Flint u Georgiji. Ovo selo su kolonisti Georgije nazivali  “Chehaw Town”, a 1818. godine u njemu je izvršen pokolj koji je predvodio kapetan Obed Wright s 270 svojih ljudi,  pod naredbi 29. guvernera Georgije Williama Rabuna (1817. – 1819.). 
Selo je napadnuto 23. travnja 1818. i u njemu je pobijeno 50 ljudi, poglavito, žena, djece i staraca. Ovaj masakr u povijesti je piznat kao Aumucculle Massacre ili Chehaw Massacre